# Týnec (Klatovyi járás)
Týnec település Csehországban, a Klatovyi járásban. Týnec Lomec, Vrhaveč, Klatovy, Klenová, Javor és Janovice nad Úhlavou településekkel határos. Lakosainak száma 362 fő (2024. január 1.).

## Népesség
A település lakosságának változását az alábbi diagram mutatja:
| Lakosok száma | 634  | 643  | 721  | 457  | 374  | 308  | 340  | 350  | 364  | 362  |
|               | 1869 | 1890 | 1921 | 1950 | 1980 | 2001 | 2017 | 2019 | 2022 | 2024 |